# Gestapo i Aarhus
Gestapo i Aarhus var en del af besættelsestiden i Aarhus. Som overalt i de tysk okkuperede områder under 2. verdenskrig, blev der oprettet afdelinger af det frygtede tyske sikkerhedspoliti Gestapo med de samme beføjelser som i selve Tyskland. 
I 1943 blev Aarhus hjemsted for det jyske hovedkvarter for Gestapo. Det bekæmpede frihedskæmperne med hård hånd og vold og tortur blev en fast del af afhøringerne.
Det første hovedkvarter blev henlagt til Kollegierne i Universitetsparken. Men efter luftangrebet mod hovedkvarteret i Universitetsparken blev hovedkvarteret henlagt til det gamle Rådhus i Aarhus.
I forbindelse med besættelsen var mange andre kendte bygninger i Aarhus også overtaget eller benyttet i forskelligt omfang af de tyske besættelsesstyrker, til indkvartering af soldater, tyske politifolk fra Gestapo mm. Blandt andet også byens førende hotel, Hotel Royal, i kort afstand fra Gestapo hovedkvarteret.
Bygningen, ved Domkirkepladsen og Mejlgade, der husede Gestapo hovedkvarteret, og nu huser besættelsesmuseet, er fra 1857. Oprindeligt var det byens rådhus og fra 1941 politistation. Og først da politiet i efteråret 1944 blev interneret, og Gestapos hovedkvarter i Universitetsparken ødelagt blev det Gestapo hovedkvarter.
Man kan i dag på museet se nogle af de celler hvor den danske modstandsbevægelses medlemmer blev indespærret og tortureret.